# Europees kampioenschap voetbal mannen onder 19 - 2006 (kwalificatie)
De kwalificatie voor het Europees kampioenschap voetbal voor mannen onder 19 jaar van 2006 werd gespeeld tussen 13 september 2005 en 31 mei 2006. Er zouden in totaal zeven landen kwalificeren voor het eindtoernooi dat in juli 2006 heeft plaatsgevonden in Polen. Spelers die geboren zijn na 1 januari 1987 mochten deelnemen. Polen hoefde geen kwalificatiewedstrijden te spelen, dat land was als gastland automatisch gekwalificeerd. In totaal deden er 51 landen van de UEFA mee.

## Gekwalificeerde landen
| # | Land       | Gekwalificeerd als          | Beste prestatie           |
| - | ---------- | --------------------------- | ------------------------- |
| 1 | Polen      | Gastland                    | Groepsfase (2004)         |
| 2 | Oostenrijk | Eliteronde: Winnaar groep 1 | Halve finale (2003)       |
| 3 | Turkije    | Eliteronde: Winnaar groep 2 | Tweede (2004)             |
| 4 | Schotland  | Eliteronde: Winnaar groep 3 | Debuut                    |
| 5 | Tsjechië   | Eliteronde: Winnaar groep 4 | Halve finale (2003)       |
| 6 | Portugal   | Eliteronde: Winnaar groep 5 | Tweede (2003)             |
| 7 | België     | Eliteronde: Winnaar groep 6 | Groepsfase (2002 en 2004) |
| 8 | Spanje     | Eliteronde: Winnaar groep 7 | Kampioen (2002 en 2004)   |

## Kwalificatieronde

### Groep 1
De wedstrijden werden gespeeld tussen 13 en 17 september in Estland.
| Pos | Team     | Wed | W | G | V | Ptn | DV | DT | +/− | Kwalificatie              |   | GEO | SLO | LTU | EST |
| --- | -------- | --- | - | - | - | --- | -- | -- | --- | ------------------------- | - | --- | --- | --- | --- |
| 1   | Georgië  | 3   | 2 | 1 | 0 | 7   | 6  | 2  | +4  | Geplaatst voor eliteronde |   | —   | 1–1 | 3–1 | 2–0 |
| 2   | Slovenië | 3   | 2 | 1 | 0 | 7   | 7  | 4  | +3  | Geplaatst voor eliteronde |   | —   | —   | 2–1 | 4–2 |
| 3   | Litouwen | 3   | 1 | 0 | 2 | 3   | 3  | 5  | −2  |                           |   | —   | —   | —   | 1–0 |
| 4   | Estland  | 3   | 0 | 0 | 3 | 0   | 2  | 7  | −5  |                           | — | —   | —   | —   |     |

### Groep 2
De wedstrijden werden gespeeld tussen 8 en 12 oktober in Liechtenstein.
| Pos | Team          | Wed | W | G | V | Ptn | DV | DT | +/− | Kwalificatie              |   | DEN | SVK | LIE | KAZ |
| --- | ------------- | --- | - | - | - | --- | -- | -- | --- | ------------------------- | - | --- | --- | --- | --- |
| 1   | Denemarken    | 3   | 2 | 1 | 0 | 7   | 3  | 0  | +3  | Geplaatst voor eliteronde |   | —   | 0–0 | 2–0 | 1–0 |
| 2   | Slowakije     | 3   | 2 | 1 | 0 | 7   | 3  | 1  | +2  | Geplaatst voor eliteronde |   | —   | —   | 2–1 | 1–0 |
| 3   | Liechtenstein | 3   | 1 | 0 | 2 | 3   | 2  | 4  | −2  |                           |   | —   | —   | —   | 1–0 |
| 4   | Kazachstan    | 3   | 0 | 0 | 3 | 0   | 0  | 3  | −3  |                           | — | —   | —   | —   |     |

### Groep 3
De wedstrijden werden gespeeld tussen 2 en 6 november in Israël.
| Pos | Team      | Wed | W | G | V | Ptn | DV | DT | +/− | Kwalificatie              |   | ISR | CYP | NOR | MLT |
| --- | --------- | --- | - | - | - | --- | -- | -- | --- | ------------------------- | - | --- | --- | --- | --- |
| 1   | Israël    | 3   | 3 | 0 | 0 | 9   | 10 | 1  | +9  | Geplaatst voor eliteronde |   | —   | 3–0 | 4–1 | 3–0 |
| 2   | Cyprus    | 3   | 2 | 0 | 1 | 6   | 3  | 4  | −1  | Geplaatst voor eliteronde |   | —   | —   | 1–0 | 2–1 |
| 3   | Noorwegen | 3   | 1 | 0 | 2 | 3   | 7  | 5  | +2  |                           |   | —   | —   | —   | 6–0 |
| 4   | Malta     | 3   | 0 | 0 | 3 | 0   | 1  | 11 | −10 |                           | — | —   | —   | —   |     |

### Groep 4
De wedstrijden werden gespeeld tussen 27 september en 2 oktober in Luxemburg.
| Pos | Team         | Wed | W | G | V | Ptn | DV | DT | +/− | Kwalificatie              |   | RUS | POR | LUX | AZE |
| --- | ------------ | --- | - | - | - | --- | -- | -- | --- | ------------------------- | - | --- | --- | --- | --- |
| 1   | Rusland      | 3   | 3 | 0 | 0 | 9   | 7  | 0  | +7  | Geplaatst voor eliteronde |   | —   | 1–0 | 3–0 | 3–0 |
| 2   | Portugal     | 3   | 2 | 0 | 1 | 6   | 8  | 2  | +6  | Geplaatst voor eliteronde |   | —   | —   | 3–0 | 5–1 |
| 3   | Luxemburg    | 3   | 1 | 0 | 2 | 3   | 3  | 7  | −4  |                           |   | —   | —   | —   | 3–1 |
| 4   | Azerbeidzjan | 3   | 0 | 0 | 3 | 0   | 2  | 11 | −9  |                           | — | —   | —   | —   |     |

### Groep 5
De wedstrijden werden gespeeld tussen 5 en 9 oktober Zweden.
| Pos | Team      | Wed | W | G | V | Ptn | DV | DT | +/− | Kwalificatie              |  | SWE | BEL | HUN | FAR |
| --- | --------- | --- | - | - | - | --- | -- | -- | --- | ------------------------- |  | --- | --- | --- | --- |
| 1   | Zweden    | 3   | 2 | 0 | 1 | 6   | 7  | 3  | +4  | Geplaatst voor eliteronde |  | —   | 0–1 | 3–1 | 4–1 |
| 2   | België    | 3   | 2 | 0 | 1 | 6   | 8  | 2  | +6  | Geplaatst voor eliteronde |  | —   | —   | 0–1 | 7–1 |
| 3   | Hongarije | 3   | 2 | 0 | 1 | 6   | 5  | 3  | +2  | Geplaatst voor eliteronde |  | —   | —   | —   | 3–0 |
| 4   | Faeröer   | 3   | 0 | 0 | 3 | 0   | 2  | 14 | −12 |                           |  | —   | —   | —   | —   |

### Groep 6
De wedstrijden werden gespeeld tussen 16 en 20 oktober in Ierland.
| Pos | Team          | Wed | W | G | V | Ptn | DV | DT | +/− | Kwalificatie              |   | IRL | NIR | ITA | MDA |
| --- | ------------- | --- | - | - | - | --- | -- | -- | --- | ------------------------- | - | --- | --- | --- | --- |
| 1   | Ierland       | 3   | 3 | 0 | 0 | 9   | 9  | 2  | +7  | Geplaatst voor eliteronde |   | —   | 2–1 | 4–1 | 3–0 |
| 2   | Noord-Ierland | 3   | 1 | 1 | 1 | 4   | 3  | 3  | 0   | Geplaatst voor eliteronde |   | —   | —   | 0–0 | 2–1 |
| 3   | Italië        | 3   | 1 | 1 | 1 | 4   | 3  | 4  | −1  |                           |   | —   | —   | —   | 2–0 |
| 4   | Moldavië      | 3   | 0 | 0 | 3 | 0   | 1  | 7  | −6  |                           | — | —   | —   | —   |     |

### Groep 7
De wedstrijden werden gespeeld tussen 24 en 28 oktober in Frankrijk.
| Pos | Team       | Wed | W | G | V | Ptn | DV | DT | +/− | Kwalificatie              |   | FRA | AUT | WAL | SMR |
| --- | ---------- | --- | - | - | - | --- | -- | -- | --- | ------------------------- | - | --- | --- | --- | --- |
| 1   | Frankrijk  | 3   | 3 | 0 | 0 | 9   | 8  | 1  | +7  | Geplaatst voor eliteronde |   | —   | 2–0 | 3–1 | 3–0 |
| 2   | Oostenrijk | 3   | 1 | 1 | 1 | 4   | 8  | 2  | +6  | Geplaatst voor eliteronde |   | —   | —   | 0–0 | 8–0 |
| 3   | Wales      | 3   | 1 | 1 | 1 | 4   | 6  | 4  | +2  |                           |   | —   | —   | —   | 5–1 |
| 4   | San Marino | 3   | 0 | 0 | 3 | 0   | 1  | 16 | −15 |                           | — | —   | —   | —   |     |

### Groep 8
De wedstrijden werden gespeeld tussen 7 en 11 oktober in Zwitserland.
| Pos | Team        | Wed | W | G | V | Ptn | DV | DT | +/− | Kwalificatie              |   | SUI | SCO | FIN | AND  |
| --- | ----------- | --- | - | - | - | --- | -- | -- | --- | ------------------------- | - | --- | --- | --- | ---- |
| 1   | Zwitserland | 3   | 2 | 1 | 0 | 7   | 14 | 0  | +14 | Geplaatst voor eliteronde |   | —   | 0–0 | 2–0 | 12–0 |
| 2   | Schotland   | 3   | 2 | 1 | 0 | 7   | 6  | 0  | +6  | Geplaatst voor eliteronde |   | —   | —   | 1–0 | 5–0  |
| 3   | Finland     | 3   | 1 | 0 | 2 | 3   | 6  | 3  | +3  |                           |   | —   | —   | —   | 6–0  |
| 4   | Andorra     | 3   | 0 | 0 | 3 | 0   | 0  | 23 | −23 |                           | — | —   | —   | —   |      |

### Groep 9
De wedstrijden werden gespeeld tussen 23 en 27 oktober in Turkije.
| Pos | Team            | Wed | W | G | V | Ptn | DV | DT | +/− | Kwalificatie              |   | TUR | MKD | ROM | ALB |
| --- | --------------- | --- | - | - | - | --- | -- | -- | --- | ------------------------- | - | --- | --- | --- | --- |
| 1   | Turkije         | 3   | 1 | 2 | 0 | 5   | 5  | 3  | +2  | Geplaatst voor eliteronde |   | —   | 2–2 | 1–1 | 2–0 |
| 2   | Noord-Macedonië | 3   | 1 | 2 | 0 | 5   | 6  | 4  | +2  | Geplaatst voor eliteronde |   | —   | —   | 0–0 | 4–2 |
| 3   | Roemenië        | 3   | 1 | 2 | 0 | 5   | 3  | 1  | +2  |                           |   | —   | —   | —   | 2–0 |
| 4   | Albanië         | 3   | 0 | 0 | 3 | 0   | 2  | 8  | −6  |                           | — | —   | —   | —   |     |

### Groep 10
De wedstrijden werden gespeeld tussen 14 en 19 oktober in Duitsland.
| Pos | Team        | Wed | W | G | V | Ptn | DV | DT | +/− | Kwalificatie              |   | GER | BLR | GRE | NED |
| --- | ----------- | --- | - | - | - | --- | -- | -- | --- | ------------------------- | - | --- | --- | --- | --- |
| 1   | Duitsland   | 3   | 2 | 1 | 0 | 7   | 11 | 6  | +5  | Geplaatst voor eliteronde |   | —   | 6–2 | 3–2 | 2–2 |
| 2   | Wit-Rusland | 3   | 1 | 1 | 1 | 4   | 4  | 7  | −3  | Geplaatst voor eliteronde |   | —   | —   | 2–1 | 0–0 |
| 3   | Griekenland | 3   | 1 | 0 | 2 | 3   | 6  | 7  | −1  |                           |   | —   | —   | —   | 3–2 |
| 4   | Nederland   | 3   | 0 | 2 | 1 | 2   | 4  | 5  | −1  |                           | — | —   | —   | —   |     |

### Groep 11
De wedstrijden werden gespeeld tussen 3 en 7 oktober in Bosnië en Herzegovina.
| Pos | Team                  | Wed | W | G | V | Ptn | DV | DT | +/− | Kwalificatie              |   | CRO | BUL | ISL | BIH |
| --- | --------------------- | --- | - | - | - | --- | -- | -- | --- | ------------------------- | - | --- | --- | --- | --- |
| 1   | Kroatië               | 3   | 2 | 1 | 0 | 7   | 8  | 2  | +6  | Geplaatst voor eliteronde |   | —   | 0–0 | 3–2 | 5–0 |
| 2   | Bulgarije             | 3   | 2 | 1 | 0 | 7   | 3  | 0  | +3  | Geplaatst voor eliteronde |   | —   | —   | 1–0 | 2–0 |
| 3   | IJsland               | 3   | 1 | 0 | 2 | 3   | 4  | 4  | 0   |                           |   | —   | —   | —   | 2–0 |
| 4   | Bosnië en Herzegovina | 3   | 0 | 0 | 3 | 0   | 0  | 9  | −9  |                           | — | —   | —   | —   |     |

### Groep 12
De wedstrijden werden gespeeld tussen 18 en 22 oktober in Letland.
| Pos | Team                 | Wed | W | G | V | Ptn | DV | DT | +/− | Kwalificatie              |   | SCG | UKR | LAT | ARM |
| --- | -------------------- | --- | - | - | - | --- | -- | -- | --- | ------------------------- | - | --- | --- | --- | --- |
| 1   | Servië en Montenegro | 3   | 2 | 1 | 0 | 7   | 3  | 0  | +3  | Geplaatst voor eliteronde |   | —   | 2–0 | 0–0 | 1–0 |
| 2   | Oekraïne             | 3   | 2 | 0 | 1 | 6   | 3  | 3  | 0   | Geplaatst voor eliteronde |   | —   | —   | 1–0 | 2–1 |
| 3   | Letland              | 3   | 0 | 2 | 1 | 2   | 0  | 1  | −1  |                           |   | —   | —   | —   | 0–0 |
| 4   | Armenië              | 3   | 0 | 1 | 2 | 1   | 1  | 3  | −2  |                           | — | —   | —   | —   |     |

### Ranking nummers 3
| Grp | Team          | Wed | W | G | V | Ptn | DV | DT | +/− | Kwalificatie              |
| --- | ------------- | --- | - | - | - | --- | -- | -- | --- | ------------------------- |
| 5   | Hongarije     | 2   | 1 | 0 | 1 | 3   | 2  | 3  | −1  | Geplaatst voor eliteronde |
| 9   | Roemenië      | 2   | 0 | 2 | 0 | 2   | 1  | 1  | 0   |                           |
| 12  | Letland       | 2   | 0 | 1 | 1 | 1   | 0  | 1  | −1  |                           |
| 7   | Wales         | 2   | 0 | 1 | 1 | 1   | 1  | 3  | −2  |                           |
| 6   | Italië        | 2   | 0 | 1 | 1 | 1   | 1  | 4  | −3  |                           |
| 10  | Griekenland   | 2   | 0 | 0 | 2 | 0   | 3  | 5  | −2  |                           |
| 11  | IJsland       | 2   | 0 | 0 | 2 | 0   | 2  | 4  | −2  |                           |
| 1   | Litouwen      | 2   | 0 | 0 | 2 | 0   | 2  | 5  | −3  |                           |
| 2   | Liechtenstein | 2   | 0 | 0 | 2 | 0   | 1  | 4  | −3  |                           |
| 8   | Finland       | 2   | 0 | 0 | 2 | 0   | 0  | 3  | −3  |                           |
| 3   | Noorwegen     | 2   | 0 | 0 | 2 | 0   | 1  | 5  | −4  |                           |
| 4   | Luxemburg     | 2   | 0 | 0 | 2 | 0   | 0  | 6  | −6  |                           |

## Eliteronde
Spanje, Engeland en Tsjechië waren automatisch gekwalificeerd voor deze ronde.

### Groep 1
De wedstrijden werden gespeeld tussen 27 mei en 31 mei in Oostenrijk.
| Pos | Team       | Wed | W | G | V | Ptn | DV | DT | +/− | Kwalificatie              |   | AUT | HUN | RUS | SLO |
| --- | ---------- | --- | - | - | - | --- | -- | -- | --- | ------------------------- | - | --- | --- | --- | --- |
| 1   | Oostenrijk | 3   | 3 | 0 | 0 | 9   | 4  | 1  | +3  | Geplaatst voor eliteronde |   | —   | 1–0 | 1–0 | 2–1 |
| 2   | Hongarije  | 3   | 1 | 1 | 1 | 4   | 4  | 3  | +1  |                           |   | —   | —   | 1–1 | 3–1 |
| 3   | Rusland    | 3   | 1 | 1 | 1 | 4   | 2  | 2  | 0   |                           | — | —   | —   | 1–0 |     |
| 4   | Slovenië   | 3   | 0 | 0 | 3 | 0   | 2  | 6  | −4  |                           | — | —   | —   | —   |     |

### Groep 2
De wedstrijden werden gespeeld tussen 19 mei en 23 mei in Slowakije.
| Pos | Team      | Wed | W | G | V | Ptn | DV | DT | +/− | Kwalificatie              |   | TUR | SVK | GEO | IRL |
| --- | --------- | --- | - | - | - | --- | -- | -- | --- | ------------------------- | - | --- | --- | --- | --- |
| 1   | Turkije   | 3   | 3 | 0 | 0 | 9   | 11 | 2  | +9  | Geplaatst voor eliteronde |   | —   | 2–1 | 6–0 | 3–1 |
| 2   | Slowakije | 3   | 2 | 0 | 1 | 6   | 8  | 5  | +3  |                           |   | —   | —   | 4–1 | 3–2 |
| 3   | Georgië   | 3   | 1 | 0 | 2 | 3   | 4  | 12 | −8  |                           | — | —   | —   | 3–2 |     |
| 4   | Ierland   | 3   | 0 | 0 | 3 | 0   | 5  | 9  | −4  |                           | — | —   | —   | —   |     |

### Groep 3
De wedstrijden werden gespeeld tussen 16 mei en 20 mei in Wit-Rusland.
| Pos | Team        | Wed | W | G | V | Ptn | DV | DT | +/− | Kwalificatie                     |   | SCO | FRA | BLR | BUL |
| --- | ----------- | --- | - | - | - | --- | -- | -- | --- | -------------------------------- | - | --- | --- | --- | --- |
| 1   | Schotland   | 3   | 2 | 1 | 0 | 7   | 5  | 3  | +2  | Geplaatst voor het hoofdtoernooi |   | —   | 1–1 | 2–1 | 2–1 |
| 2   | Frankrijk   | 3   | 1 | 2 | 0 | 5   | 5  | 1  | +4  |                                  |   | —   | —   | 0–0 | 4–0 |
| 3   | Wit-Rusland | 3   | 1 | 1 | 1 | 4   | 3  | 2  | +1  |                                  | — | —   | —   | 2–0 |     |
| 4   | Bulgarije   | 3   | 0 | 0 | 3 | 0   | 1  | 8  | −7  |                                  | — | —   | —   | —   |     |

### Groep 4
De wedstrijden werden gespeeld tussen 24 mei en 28 mei in Oekraïne.
| Pos | Team        | Wed | W | G | V | Ptn | DV | DT | +/− | Kwalificatie                     |   | CZE | SUI | UKR | DEN |
| --- | ----------- | --- | - | - | - | --- | -- | -- | --- | -------------------------------- | - | --- | --- | --- | --- |
| 1   | Tsjechië    | 3   | 2 | 0 | 1 | 6   | 5  | 1  | +4  | Geplaatst voor het hoofdtoernooi |   | —   | 0–1 | 3–0 | 2–0 |
| 2   | Zwitserland | 3   | 2 | 0 | 1 | 6   | 4  | 2  | +2  |                                  |   | —   | —   | 1–2 | 2–0 |
| 3   | Oekraïne    | 3   | 2 | 0 | 1 | 6   | 5  | 4  | +1  |                                  | — | —   | —   | 3–0 |     |
| 4   | Denemarken  | 3   | 0 | 0 | 3 | 0   | 0  | 7  | −7  |                                  | — | —   | —   | —   |     |

### Groep 5
De wedstrijden werden gespeeld tussen 16 mei en 20 mei in Kroatië.
| Pos | Team            | Wed | W | G | V | Ptn | DV | DT | +/− | Kwalificatie                     |   | POR | CRO | ISR | MKD |
| --- | --------------- | --- | - | - | - | --- | -- | -- | --- | -------------------------------- | - | --- | --- | --- | --- |
| 1   | Portugal        | 3   | 2 | 0 | 1 | 6   | 5  | 3  | +2  | Geplaatst voor het hoofdtoernooi |   | —   | 2–1 | 0–1 | 3–1 |
| 2   | Kroatië         | 3   | 1 | 1 | 1 | 4   | 5  | 4  | +1  |                                  |   | —   | —   | 2–0 | 2–2 |
| 3   | Israël          | 3   | 1 | 1 | 1 | 4   | 1  | 2  | −1  |                                  | — | —   | —   | 0–0 |     |
| 4   | Noord-Macedonië | 3   | 0 | 2 | 1 | 2   | 3  | 5  | −2  |                                  | — | —   | —   | —   |     |

### Groep 6
De wedstrijden werden gespeeld tussen 18 mei en 22 mei in België.
| Pos | Team                 | Wed | W | G | V | Ptn | DV | DT | +/− | Kwalificatie                     |   | BEL | SCG | ENG | NIR |
| --- | -------------------- | --- | - | - | - | --- | -- | -- | --- | -------------------------------- | - | --- | --- | --- | --- |
| 1   | België               | 3   | 2 | 1 | 0 | 7   | 6  | 4  | +2  | Geplaatst voor het hoofdtoernooi |   | —   | 1–1 | 2–1 | 3–2 |
| 2   | Servië en Montenegro | 3   | 1 | 1 | 1 | 4   | 3  | 5  | −2  |                                  |   | —   | —   | 1–0 | 1–4 |
| 3   | Engeland             | 3   | 1 | 0 | 2 | 3   | 7  | 6  | +1  |                                  | — | —   | —   | 2–1 |     |
| 4   | Noord-Ierland        | 3   | 1 | 0 | 2 | 3   | 3  | 4  | −1  |                                  | — | —   | —   | —   |     |

### Groep 7
De wedstrijden werden gespeeld tussen 26 mei en 30 mei in Spanje.
| Pos | Team      | Wed | W | G | V | Ptn | DV | DT | +/− | Kwalificatie                     |   | ESP | GER | SWE | CYP |
| --- | --------- | --- | - | - | - | --- | -- | -- | --- | -------------------------------- | - | --- | --- | --- | --- |
| 1   | Spanje    | 3   | 3 | 0 | 0 | 9   | 15 | 2  | +13 | Geplaatst voor het hoofdtoernooi |   | —   | 3–1 | 4–0 | 8–1 |
| 2   | Duitsland | 3   | 2 | 0 | 1 | 6   | 9  | 4  | +5  |                                  |   | —   | —   | 2–1 | 6–0 |
| 3   | Zweden    | 3   | 1 | 0 | 2 | 3   | 4  | 7  | −3  |                                  | — | —   | —   | 3–1 |     |
| 4   | Cyprus    | 3   | 0 | 0 | 3 | 0   | 2  | 17 | −15 |                                  | — | —   | —   | —   |     |